# 古籍序跋集
《古籍序跋集》是鲁迅为下列各书所作的三十二篇序、跋、和校后记。：
- 《古小说钩沉》
- 《后汉书》
- 《云谷杂记》
- 《嵇康集》
- 《志林》
- 《广林》
- 《范子计然》
- 《任子》
- 《魏子》
- 《会稽郡故书襍集》
- 《百喻经》
- 《寰宇贞石图》
- 《俟堂专文杂集》
- 《小说旧闻钞》
- 《唐宋传奇集》

- 《古籍序跋集》1938年收入《鲁迅全集》。
- 《鲁迅全集》,人民文学出版社 第10卷